# مارتنسدال (آیووا)
مارتنسدال (به انگلیسی: Martensdale) شهری در ایالت آیووا کشور ایالات متحده آمریکا است که جمعیت آن در سرشماری سال ۲۰۱۰ میلادی، ۴۶۵ نفر بوده‌است.